# Azusa (cráter)
Azusa es un cráter de impacto del planeta Marte situado a -5.6° Norte y 40.4° Oeste (-5.5° Norte y 319.6° Este). La colisión causó una abertura de 41.1 kilómetros de diámetro en la superficie del cuadrángulo MC-19 del planeta. El nombre fue aprobado en 1976 por la Unión Astronómica Internacional en honor a la ciudad de Azusa, en el estado de California (Estados Unidos).